# Marele Premiu al Africii de Sud
Marele Premiu al Africii de Sud a fost o cursă de Formula 1 care a făcut parte din peste 20 de sezoane ale sportului. A fost disputat pentru prima dată în 1934 ca o cursă de Grand Prix pe circuitul Prince George din East London, provincia Cape. A atras piloți de top din Europa, inclusiv Bernd Rosemeyer, Richard "Dick" Seaman, Richard Ormonde Shuttleworth și câștigătorul din 1939, Luigi Villoresi.
Al Doilea Război Mondial a pus capăt cursei, dar a fost reînviată în 1960, intrând în Campionatul Mondial de Formula 1 doi ani mai târziu. A fost un eveniment popular de F1, dar Marele Premiu a fost suspendat imediat după controversata cursă din 1985, din cauza politicii de apartheid a națiunii. După încheierea apartheidului în 1991, cursa a revenit în calendarul de Formula 1 din 1992 și 1993. Până în prezent, cursa din 1993 a fost ultimul Mare Premiu al Africii de Sud.

## Istoric

### East London (1934–1966)

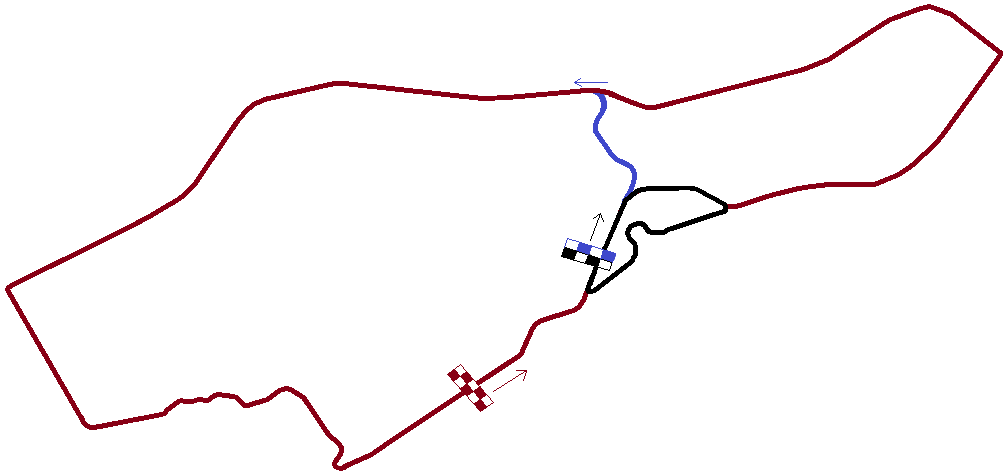
Configurațiile tuturor versiunilor circuitului Prince George. Maro = 1934, Albastru = 1936, Negru = 1959

Primul Mare Premiu al Africii de Sud a avut loc pe un traseu stradal de 24,4 kilometri (15,2 mi) cunoscut sub numele de Circuitul Prince George, care trecea prin diferite zone populate ale orașului de coastă East London. Acesta a fost scurtat la 17,7 kilometri (11,0 mi) în 1936. Când cursele au fost reluate după al Doilea Război Mondial, în 1959 a fost construit un circuit permanent care a păstrat numele Circuitul Prince George. Prima cursă din Campionatul Mondial de Formula 1 din Africa de Sud a avut loc pe 29 decembrie 1962. În acea cursă, Graham Hill a profitat de problemele mecanice ale lui Jim Clark cu Lotus-ul său și a câștigat cursa și campionatul. Cursa a avut loc din nou la Prince George în 1963, 1965 și 1966, aceasta din urmă fiind retrogradată la statutul de non-campionat, deoarece o nouă formulă de 3 litri a intrat în vigoare în aceeași zi. În 1967, cursa a fost mutată pe circuitul Kyalami, lângă orașul Johannesburg din Transvaal, la altitudine mare, unde va rămâne atâta timp cât Marele Premiu al Africii de Sud va fi în calendarul oficial de Formula 1.

### Kyalami (1967–1985)

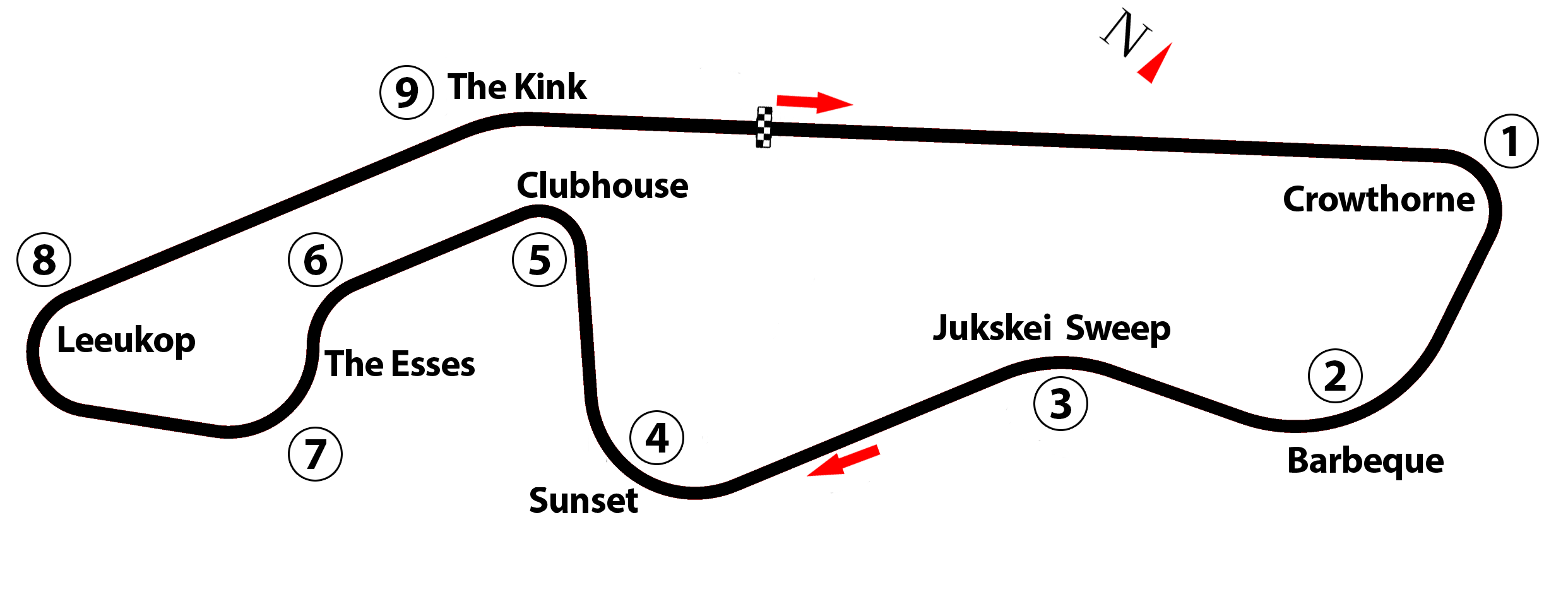
Kyalami (construit în 1961)

Circuitul rapid Kyalami, care a fost construit la începutul anilor 1960, a găzduit primul său Mare Premiu al Africii de Sud în 1967, unde pilotul privat John Love aproape că a câștigat, dar a avut probleme cu combustibilul la sfârșitul cursei, iar mexicanul Pedro Rodríguez a câștigat. În 1968, Clark a obținut victoria; a doborât recordul lui Juan Manuel Fangio pentru cele mai multe victorii în carieră și s-a dovedit a fi ultima sa victorie în F1; a fost ucis într-o cursă de Formula 2 la Hockenheim mai târziu în acel an. În 1969, Jackie Stewart a câștigat, iar în anul următor, veteranul de 44 de ani, Jack Brabham, a câștigat ultima sa cursă de F1. În 1971, americanul Mario Andretti a câștigat primul său Mare Premiu, la debutul pentru Ferrari. În 1974, americanul Peter Revson a suferit un accident îngrozitor în virajul Barbeque în timpul testelor pentru cursă și s-a izbit frontal de bariere; a murit ulterior din cauza rănilor sale. Argentinianul Carlos Reutemann a câștigat pentru prima dată în cariera sa la evenimentul din acel an. În 1975, sud-africanul Jody Scheckter a obținut victoria. Evenimentul din 1977 a fost locul unuia dintre cele mai groaznice accidente din istorie, Tom Pryce decedând atunci când l-a lovit și ucis pe mareșalul de cursă Jansen Van Vuuren la viteză maximă. Niki Lauda a câștigat cursa, dar accidentul a trimis un șoc în tot sportul. În 1978, Ronnie Peterson a câștigat, fiind urmat din spate de Patrick Depailler și Riccardo Patrese; evenimentul din 1979 a avut loc în condiții meteorologice schimbătoare și a fost câștigat de canadianul Gilles Villeneuve.

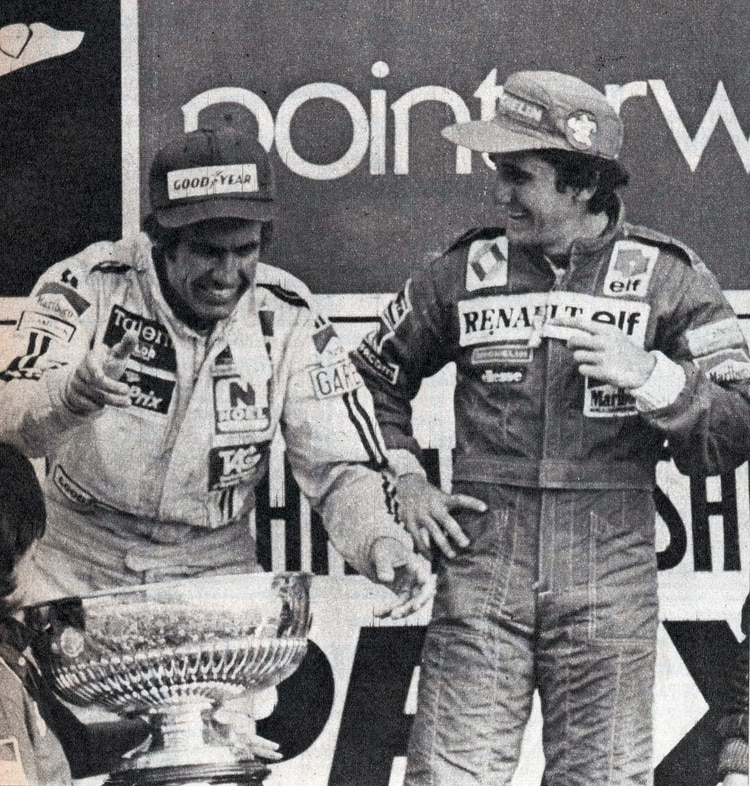
Podiumul cursei din, avându-i pe Carlos Reutemann (stânga) și Alain Prost (dreapta), cel din urmă fiind câștigătorul cursei.

Începând cu anii 1980, mașinile turbo au început să domine Marele Premiu. Din cauza altitudinii mari a circuitului rapid Kyalami (aproximativ 1.900 de metri deasupra nivelului mării), motoarele turbo cu inducție forțată puteau regla cât de mult aer intra în motor, în timp ce motoarele cu aspirație normală nu puteau face acest lucru; motoarele turbo au avut un avantaj de 150 cai putere peste motoarele cu aspirație normală în 1982 și adesea se calificau pe rândul din față al grilei; echipa Renault a dominat atât cursa din 1980, cât și cea din 1982; francezul Alain Prost a câștigat cursa din 1982 după ce a pierdut o roată la mijlocul distanței; a revenit ulterior și a luat victoria de la Carlos Reutemann. Evenimentul din 1981 a fost o victimă a războiului FISA-FOCA. Deoarece nu s-a putut ajunge la un acord cu FISA pentru ca Marele Premiu să se desfășoare ca o rundă a Campionatului Mondial de Formula 1 sau ca o cursă non-campionat, a fost organizat oficial ca un eveniment Formula Libre. În consecință, a fost contestată doar de echipele aliniate la FOCA, cu mașini care nu respectau cu strictețe regulamentele de Formula 1 din 1981. Evenimentul din 1983 a fost ultima cursă a acelui sezon și a fost o luptă în trei pentru Campionatul Piloților între Prost, brazilianul Nelson Piquet și francezul René Arnoux. Prost și Arnoux s-au retras amândoi cu probleme la motor, iar Piquet a ocupat locul 3 și și-a adjudecat titlul; Prost a făcut comentarii usturătoare despre abordarea conservatoare a Renault în dezvoltarea mașinii și a fost concediat din echipă. Coechipierul italian al lui Piquet, Riccardo Patrese, a câștigat cursa. În 1984, evenimentul a avut loc la începutul sezonului, iar Prost (acum conducând pentru McLaren) a pornit de la linia boxelor în mașina de rezervă, după ce mașina lui de curse nu a pornit. Acest lucru a devenit legal atunci când primul start a fost întrerupt după ce britanicul Nigel Mansell a rămas blocat pe grilă. Prost a terminat în cele din urmă pe locul 2 în spatele coechipierului său Niki Lauda. Britanicul Derek Warwick a completat podiumul cu un Renault, iar viitorul campion mondial brazilian Ayrton Senna a marcat primul său punct într-un Toleman, terminând pe locul 6.
Cursa din 1985 a fost cuprinsă de controverse internaționale, când națiunile au început să boicoteze evenimentele sportive din Africa de Sud din cauza stării de urgență declarată de guvernul sud-african în iulie a acelui an, din cauza unui val de violență legat de segregarea rasială în țară, numită apartheid. Majoritatea oamenilor implicați în Formula 1 s-au opus cu fermitate să meargă la curse în Africa de Sud. Unele guverne au încercat să interzică piloților lor să meargă, și echipele Ligier și Renault au boicotat cursa în conformitate cu interzicerea guvernului francez asupra evenimentelor sportive din Africa de Sud; totuși, piloții francezi Alain Prost, care câștigase campionatul din 1985 în ediția anterioară, și Philippe Streiff, ambii conducând pentru echipe britanice, au participat. Pilotul britanic Nigel Mansell a câștigat a doua sa cursă consecutivă de Formula 1, iar coechipierul său Keke Rosberg a ocupat locul 2, completând un 1–2 pentru echipa Williams. 1985 a fost ultimul Mare Premiu al Africii de Sud până la sfârșitul apartheidului, președintele FIA, Jean-Marie Balestre, anunțând la câteva zile după cursă că un Mare Premiu nu se va întoarce în țară din cauza apartheidului.

### Scurtă întoarcere (1992–1993)

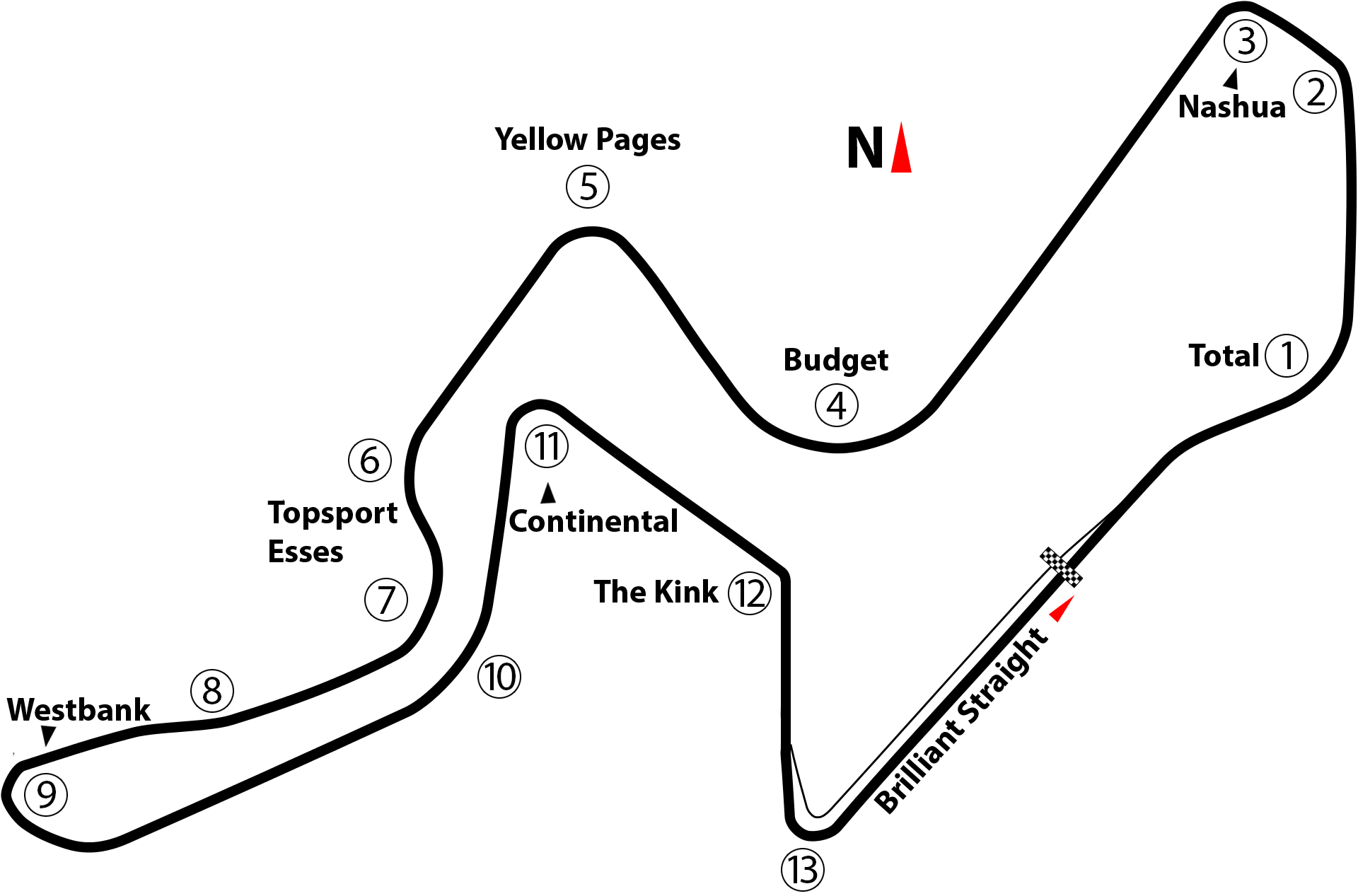
Kyalami (construit la începutul anilor 1990)

După încheierea apartheidului în 1991, Formula 1 s-a întors la Kyalami pentru două Mari Premii în 1992 și 1993. Evenimentul din 1992 a fost dominat de Mansell, iar întrecerea din 1993 a văzut o luptă intensă între Prost, Ayrton Senna și Michael Schumacher, Prost luând victoria. În iulie 1993, Kyalami a fost vândut Asociației de Automobile din Africa de Sud, care a reușit să conducă complexul cu profit; cu toate acestea, desfășurarea unui eveniment de Formula 1 s-a dovedit a fi prea costisitoare și Marele Premiu nu a revenit, cursa din acel an fiind și ultima dată când F1 a venit pe continentul african.
Singurul pilot din Africa de Sud care a câștigat Marele Premiu al Africii de Sud a fost Jody Scheckter în 1975. Pilotul britanic Jim Clark a câștigat de 4 ori, iar pilotul austriac Niki Lauda a câștigat de 3 ori.

## Edițiile Marelui Premiu al Africii de Sud (Formula 1)

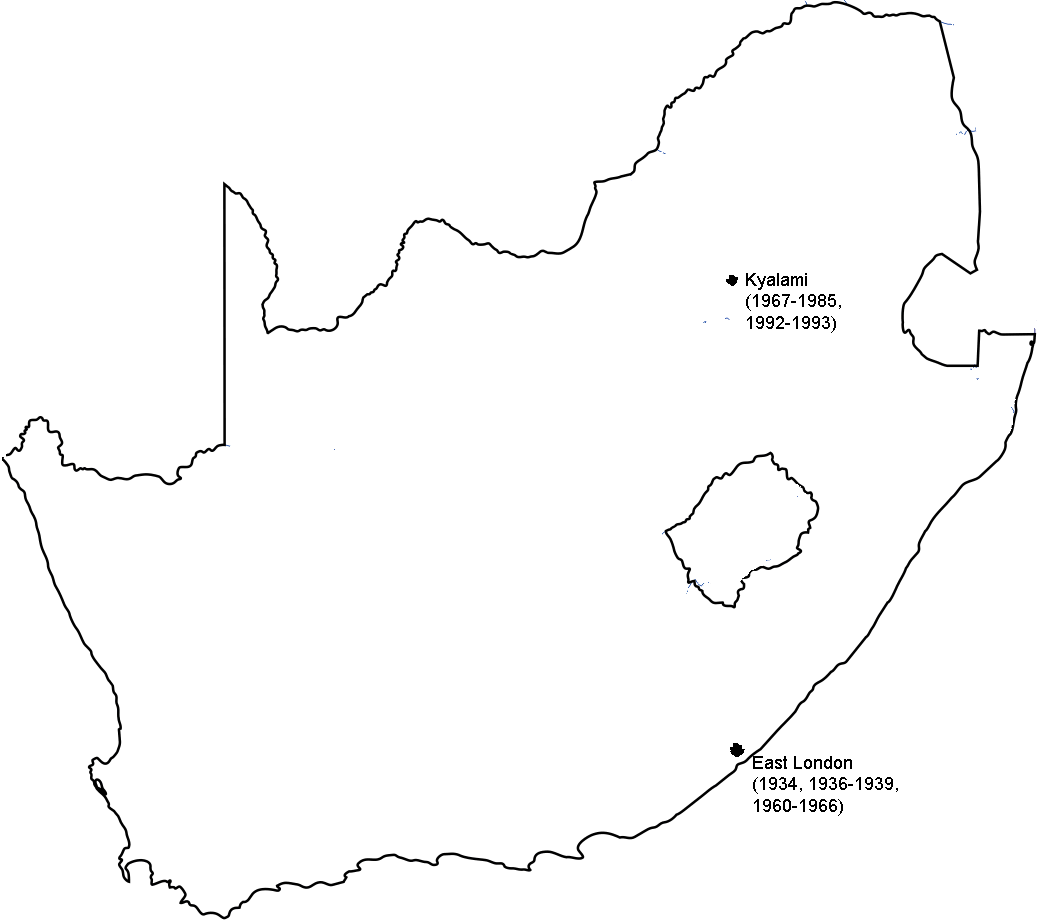
O hartă a ambelor locații ale Marelui Premiu al Africii de Sud

| An     | Pole position         | Cel mai rapid tur  | Pilotul câștigător | Constructorul câștigător | Circuit     |
| ------ | --------------------- | ------------------ | ------------------ | ------------------------ | ----------- |
| 1962   | Jim Clark             | Jim Clark          | Graham Hill        | BRM                      | East London |
| 1963   | Jim Clark             | Dan Gurney         | Jim Clark          | Lotus-Climax             | East London |
| 1965   | Jim Clark             | Jim Clark          | Jim Clark          | Lotus-Climax             | East London |
| 1967   | Jack Brabham          | Denny Hulme        | Pedro Rodríguez    | Cooper-Maserati          | Kyalami     |
| 1968   | Jim Clark             | Jim Clark          | Jim Clark          | Lotus-Ford               | Kyalami     |
| 1969   | Jack Brabham          | Jackie Stewart     | Jackie Stewart     | Matra-Ford               | Kyalami     |
| 1970   | Jackie Stewart        | Jack Brabham       | Jack Brabham       | Brabham-Ford             | Kyalami     |
| 1971   | Jackie Stewart        | Mario Andretti     | Mario Andretti     | Ferrari                  | Kyalami     |
| 1972   | Jackie Stewart        | Mike Hailwood      | Denny Hulme        | McLaren-Ford             | Kyalami     |
| 1973   | Denny Hulme           | Emerson Fittipaldi | Jackie Stewart     | Tyrrell-Ford             | Kyalami     |
| 1974   | Niki Lauda            | Carlos Reutemann   | Carlos Reutemann   | Brabham-Ford             | Kyalami     |
| 1975   | Carlos Pace           | Carlos Pace        | Jody Scheckter     | Tyrrell-Ford             | Kyalami     |
| 1976   | James Hunt            | Niki Lauda         | Niki Lauda         | Ferrari                  | Kyalami     |
| 1977   | James Hunt            | John Watson        | Niki Lauda         | Ferrari                  | Kyalami     |
| 1978   | Niki Lauda            | Mario Andretti     | Ronnie Peterson    | Lotus-Ford               | Kyalami     |
| 1979   | Jean-Pierre Jabouille | Gilles Villeneuve  | Gilles Villeneuve  | Ferrari                  | Kyalami     |
| 1980   | Jean-Pierre Jabouille | René Arnoux        | René Arnoux        | Renault                  | Kyalami     |
| 1982   | René Arnoux           | Alain Prost        | Alain Prost        | Renault                  | Kyalami     |
| 1983   | Patrick Tambay        | Nelson Piquet      | Riccardo Patrese   | Brabham-BMW              | Kyalami     |
| 1984   | Nelson Piquet         | Patrick Tambay     | Niki Lauda         | McLaren-TAG⁠(d)           | Kyalami     |
| 1985   | Nigel Mansell         | Keke Rosberg       | Nigel Mansell      | Williams-Honda           | Kyalami     |
| 1992   | Nigel Mansell         | Nigel Mansell      | Nigel Mansell      | Williams-Renault         | Kyalami     |
| 1993   | Alain Prost           | Alain Prost        | Alain Prost        | Williams-Renault         | Kyalami     |
| Sursa: |                       |                    |                    |                          |             |

### Statistici
Trei piloți au obținut cel puțin câte un hat-trick (pole position, cel mai rapid tur și victorie într-o cursă): Jim Clark în 1965 și 1968, Nigel Mansell în 1992 și Alain Prost în 1993.

#### Multipli câștigători
| Victorii | Pilot          | Ani              |
| -------- | -------------- | ---------------- |
| 3        | Jim Clark      | 1963, 1965, 1968 |
| 3        | Niki Lauda     | 1976, 1977, 1984 |
| 2        | Jackie Stewart | 1969, 1973       |
| 2        | Nigel Mansell  | 1985, 1992       |
| 2        | Alain Prost    | 1982, 1993       |
| Sursa:   |                |                  |

| Victorii | Constructor | Ani                    |
| -------- | ----------- | ---------------------- |
| 4        | Lotus       | 1963, 1965, 1968, 1978 |
| 4        | Ferrari     | 1971, 1976, 1977, 1979 |
| 3        | Williams    | 1985, 1992, 1993       |
| 2        | Tyrrell     | 1973, 1975             |
| 2        | Renault     | 1980, 1982             |
| 2        | Brabham     | 1970, 1983             |
| 2        | McLaren     | 1972, 1984             |
| Sursa:   |             |                        |

#### Multipli deținători depole position
| Pole-uri | Pilot                 | Ani                    |
| -------- | --------------------- | ---------------------- |
| 4        | Jim Clark             | 1962, 1963, 1965, 1968 |
| 3        | Jackie Stewart        | 1970, 1971, 1972       |
| 2        | Jack Brabham          | 1967, 1969             |
| 2        | Niki Lauda            | 1974, 1978             |
| 2        | James Hunt            | 1976, 1977             |
| 2        | Jean-Pierre Jabouille | 1979, 1980             |
| 2        | Nigel Mansell         | 1985, 1992             |

#### Multipli deținători de cel mai rapid tur
| CMRT | Pilot          | Ani              |
| ---- | -------------- | ---------------- |
| 3    | Jim Clark      | 1962, 1965, 1968 |
| 2    | Mario Andretti | 1971, 1978       |
| 2    | Alain Prost    | 1982, 1993       |

## Câștigătorii Marelui Premiu al Africii de Sud (Non-Formula 1)
Câștigătorii edițiilor care nu au făcut parte din Campionatul Mondial de Formula 1.
| An     | Pilot                 | Constructor       | Locație     |
| ------ | --------------------- | ----------------- | ----------- |
| 1934   | Whitney Straight⁠(d)   | Maserati 8CM 3.0L | East London |
| 1936   | Mario Massacuratti⁠(d) | Bugatti 35B       | East London |
| 1937   | Pat Fairfield⁠(d)      | ERA-B             | East London |
| 1938   | Buller Meyer          | Riley             | East London |
| 1939   | Luigi Villoresi       | Maserati 6CM      | East London |
| 1960   | Paul Frère            | Cooper-Climax     | East London |
| 1960   | Stirling Moss         | Porsche           | East London |
| 1961   | Jim Clark             | Lotus-Climax      | East London |
| 1981   | Carlos Reutemann      | Williams-Ford     | East London |
| Sursa: |                       |                   |             |